# Trenta-sisena esmena de la Constitució Irlandesa
La Trenta-sisena Esmena de la Constitució d’Irlanda (anteriorment llei número 29 de 2018) és una esmena a la Constitució d’Irlanda que permet a l’Oireachtas legislar a favor de l’avortament. La constitució prohibia l’avortament a excepció que l'embaràs suposara un risc greu per a la vida de la mare.
Aquesta proposta també rep el nom de Derogació de la Huitena esmena, en referència a l'esmena constitucional de 1983 que garantia el dret a la vida al no nascut, il·legalitzant l’avortament a excepció de l'escenari descrit anteriorment. La llei de 2018 substitueix a l’Article 40.3.3 de la Constitució, que va ser afegit l’any 1983 i esmenat l’any 1992.
La llei fou presentada a l’Oireachtas el 9 de març de 2018 pel govern de coalició en minoria de Fine Gael, i completar el seu pas per les dues cambre el 27 de març de 2018. Així doncs, es va celebrar el referèndum de ratificació el 25 de maig de 2018, i va ser aprovada amb el 66,4% dels vots. El 18 de setembre entrà en vigor en ser signada pel President.

## Antecedents
La llei britànica de delices contra la persona de 1861, que feia crim «la il·legal realització de l’avortament», es va mantenir vigent després de la independència irlandesa l’any 1922. L’any 1983 la huitena esmena de la Constitució, la qual declara «el dret a viure del no nascut...igual [al] dret a viure de la mare», fou impulsada per la campanya per l'esmena pro-vida per por a que la prohibició de 1861 es veiera afeblida per legisladors progressistes o jutges activistes. El cas X de 1992 va determinar que l’avortament estava permès quan l'embaràs suposara una amenaça per a la vida de la mare, incloent-hi risc a suïcidi. Fins a la llei de protecció de vida durant l'embaràs de l’any 2013, el marc jurídic instaurat per la sentència del 1992 estava orfe. Aquesta nova llei derogà la lleig de 1861 i va fer «la destrucció de la vida humana del no nascut» un crim. En tres anys, entre 2014 i 2016, es realitzaren un total de 77 avortaments legals sota la llei de 2013.
Els avortaments quirúrgics il·legals a Irlanda van desaparéixer a partir de la llei britànica d’avortament del 1967 que permetia a les dones irlandes anar a la Gran Bretanya i realitzar un avortament legal. Les esmenes tretzena i catorzena a la constitució, aprovades el 1992 després del cas X, garantien el dret a la informació sobre els avortaments a l'estranger i poder viatjar fora a avortar. El nombre de dones en clíniques d’avortament britàniques que donaven una adreça irlandesa va fer pic l’any 2001 amb 6.673, i el 2016 van ser 3.265. La minva va venir causada, en part, per l’ús de les píldores abortives, no regulades, venudes en farmàcies online il·legals.
Mentre que els partits d’esquerra i organitzacions feministes s’oposaren a l'esmena de 1983 i advocaren pel seu rebuig, els dos partits principals, Fianna Fáil i Fine Gael, no li donaren suport oficial per l’aprovació de l'esmena. En en la dècada de 2010, mentre la direcció d’ambdós partits s’oposaven a una liberalització ampla de l’avortament, alguns membres sí que acceptaven permetre l’avortament en casos com abnormalitats fatals del fetus o embarassos resultants d’una violació o incest, supòsits prohibits també per l'esmena de 1983. Aquests temes foren el centre de la capanya després de la llei de 2013. La Campanya pels Drets d’Avortament, una aliança pro-elecció formada el 2012, celebrava la seva «Marxa per la tria» a Dublin, mentre que grups pro-vida celebraven la «Concentració per la Vida». Per les eleccions generals de 2016, un grapat de partits es comprometeren a celebrar un referèdum per rebutjar l’Esmena Huitena (Partit Laborista, Partit Verd, Socialdemòcrates, Sinn Féin, Partit dels Treballadors) i un grup de juristes feministes publicaren un model de legislació per mostrar com es veuria una regulació posterior a la Huitena Esmena
Després de les eleccions de 2016, el govern d'Enda Kenny, del partit Fine Gael, tenia programada la formació d’una assemblea de ciutadans per discutir possibles canvis a l’Esmena Huitena, propostes que serien considerades per un comitè de l’Oireachtas, i on el govern respondria oficialment en el debat de la proposta del comitè en les dues cambres. Leo Varadkar va substituir Enda Kenny com a Taoiseach el 14 de juny de 2017 i va prometre celebrar un referèndum sobre l’avortament l’any 2018. L’assemblea de ciutadans, presidida per la jutgessa de la Cort Suprema, Mary Laffoy, va debatre sobre el tema entre el mes de novembre de 2016 a abril de 2017 amb experts i les diferents parts implicades en el tema. Així, l’assemblea votà recomanar el rebuig del text existent i reemplaçar-lo amb un mandat explícit a l’Oireachtas per a legislar sobre l’avortament. També va fer recomanacions per la legislacióposterior, que va ser més progressista del que els mitjans havien esperat. L’informe de l’assemblea fou analitzat entre setembre i desembre de 2017 per un comitè especial de l’Oireachtas de 21 membres, que també va debatre els diferents temes amb experts convidats, les recomanacions dels quals aprovades per majoria eren molt semblants a les de l’assemblea. En gener de 2018, el ministre de salut, Simon Harris, va obrir el debat al Dáil sobre l’informe del comitè amb el nombre de donesirlandeses que havien viatjat a Gran Bretanya per dur a terme un avortament l’any 2016. El líder de Fianna Fáil, Micheál Martin, declarà que havia canviat la seua visió sobre el tema i que donava suport al rebuig de la Huitena Esmena i a les recomanacions del comité.
També es va qüestionar la situació de l’avortament a partir d’una sentència de l'Alt Tribunal que deia que el fetus era un xiquet dins del significat de l’article 42A de la Constitució, quee garantia els drets dels infants. La Cort Suprema acordà accelerar el recurs del govern sobre aquesta sentència, i el 7 de març de 2018 va revocar la decisió de l’Alt Tribunal sentenciant que el fetus no era un xiquet i no tenia altres drets més enllà del seu dret a la vida nomenat en l’Article 40.3.3.

## Canvis al text
El text subsituït per l'esmena,l’Article 40.3.3 consistia en:
«L’Estat reconeig el dret a la vida del no nascut i, amb deguda consideració cap al mateix dret de la vida de la mare, garantint en les seues lleis el respecte i, en tot allò practicable, defendre i vindicar aquest dret mitjançant les seues lleis.
Aquesta subsecció no limitarà la llibertat de viatjar entre l’Estat i un altre estat.

Aquesta subsecció no limitarà la llibertat d’obtenir o de fer disponible, en l’Estat, subjecte a les condicions disposades en la llei, informació en relació als serveis legals disponibles en un altre estat.»
Nota: La primera clàusula es va afegir amb la Huitena Esmena aprovada en referèndum l’any 1983. La segona i terceres clàusules s’afegir amb la Tretzena Esmena i la Catorzena Esmena, respectivament, aprovades en referèndum l’any 1992.

Llavors, l’aprovació de l'esmena va significar que el nou text seria el següent:
«La llei disposarà per la regulació de la interrupció d’un embaràs»

## Legislació posterior
El Departament de Salut publicà una llibre blanc sobre la «Regulació de la Interrupció de l’Embaràs» el 9 de març de 2018. Va proveir d’un esquema de polítiques públiques per una legislació que rebutjara i substituira la llei de 2013 de Protecció de la vida durant l'embaràs si l'esmena a la constitució s’aprovava en referèndum. Sota aquest esquema, l’avortament estaria permès sota les circumstàncies següents:
- existència de risc en la salut d’una dona, segons l’avaluació de dos doctors diferents, i sense distinció entre la salut mental i la física;
- existència d’una emergència mèdica, segons l’avaluació d’un únic metge;
- existència d’una condició fetal que, segurament, el portarà a la mort abans o poc després del naixement, segons l’avaluació de dos metges;
- abans de les 12 setmana d’embaràs sense cap indicació específica, dintre d’un període temps després de l’avaluació inicial d’un metge i el procés d’interrupció.

El document base també proposava que:
- els metges tingueren dret a l’objecció de consciència;
- la interrupció de l'embaràs en altres circumstàncies diferents a les previstes serien un delicte criminal, però una dona que intenta interrompre el seu embaràs pels seus propis medis no entrarà dintre d’aquest delicte.

El 25 de març de 2018, el Tánaiste Simon Coveney anuncià que donaria suport a la legislació que anara en la línia de la proposta, a més va suggerir que s’hauria de consolidar amb l'exigència d’una supermajoria de dos terços per qualsevol reforma posterior. Però aquesta proposta va ser considerada inconstitucional. El 27 de març de 2018, el govern va acordar l'esquema general en la proposta de llei per a la interrupció de l'embaràs, que el ministre de salut Simon Harris va resumir al Seanad. L'endemà es publicava el pla.
Fins i tot amb l’aprovació de la reforma, l’avortament romandria il·legal sota totes les circumstàncies fins que les cambres legislatives aprovaren una nova legislació. En aquest sentit, el ministre de salut Simon Harris va exposar que el govern esperava presentar la llei en la tardor i tindre-la aprovada per finals del 2018.

## Debat a l'Oireachtas
La llei de la 36a Esmena de la Constitució va ser introduïda pel ministre Simon Harris, i el debat parlamentari sobre la llei va començar el 9 de març de 2018. a llei va passar tots el procediment parlamentari en el Dáil el 21 de març. La reforma va aconseguir 110 vots a favor i 32 en contra en la votació principal. Dels 16 parlamentaris que no votaren en aquesta ocasió, 5 votaren a favor en votacions posteriors. En el debat en comitè, es votà sobre la secció 2 de la llei (98-18) i en el títol breu (96-20). El parlamentaris de Fiánna Fail tenien vot lliure, encara que el líder, Michéal Martin, va declarar indignació per la gran quantitat de companys que van votar en contra. l partit del govern, Fine Gael, també va donar llibertat de vot, incloent-hi els ministres.
| Partit/Grup                                  | A favor | En Contra | Absents | Notes |
| -------------------------------------------- | ------- | --------- | ------- | --- |
| Fine Gael                                    | 42      | 2         | 6       | Seán Barret i Peter Fitzpatrick votaren en contra. |
| Fianna Fáil                                  | 22      | 21        | 1       | Billy Kelleher no va votar. |
| Sinn Féin                                    | 21      | 1         | 1       | Carol Nolan va votar en contra, cosa que li va valdre perdre la consigna de partit durant tres mesos. Més tard dimitiria de la seua posició. PeadarTóibin no va votar; Gerry Adams va votar en l'escó de Tóibin per error en la segona lectura. |
| Partit Laborista                             | 7       | 0         | 0       | |
| Solidaritat-El Poble Abans que els Beneficis | 6       | 0         | 0       | |
| Grup d’Independents pel Canvi                | 7       | 0         | 0       | |
| Socialdemòcrates-Partit Verd                 | 5       | 0         | 0       | |
| Grup d’Independents Rurals                   | 1       | 6         | 0       | Michael Harty votà a favor. |
| Independents no alineats                     | 4       | 2         | 2       | |
| Total                                        | 115     | 32        | 10      | |

En el Seanad, la segona lectura es va celebrar el 27 de març, amb un resultat de 35 a 10 vots a favor. La resta de lectures es feren l'endemà, amb la llei aprovada amb 39 vots contra 8 en el comitè i amb 40 a 10 en la lectura final. Deu dels 13 senadors de Fianna Fáil votaren en contra, així com dos dels 19 de Fine Gael, i l’independent Rónan Mullen.

## Campanya
El 9 de març de 2018, el ministre d’Habitatge, Ordenació i Govern Local Eoghan Murphy establí la comissió del referèndum per supervisar la campanya del referèndum, amb la jutgessa Isobel Kennedy de l’Alt Tribunal com a Presidenta.
Tant Fine Gael com Fianna Fáil permeteren als seus parlamentaris llibertat de vot o vot de consciència en el Dáil. Tanmateix, malgrat que Fine Gael «no podia adoptar una posició oficial perquè es va atorgar als membres llibertat de consciència en el vot del referèndum», el 21 d’abril el líder de Fine Gael i Taoiseach Leo Varadkar encetà la campanya de Fine Gale «Vota Sí» pels membres que donaven suport al sí en el referèndum, junt a altres persones importants com el ministre de salut o la coordinadora del referèndum del partit.
El 8 de maig de 2018, a causa d’una controvèrsia sobre l’origen, el nombre, el contingut i l’objectiu d’anuncis publicitaris en mitjans socials, Facebook anunciava que bloquejaria tota propaganda col·locada per organitzacions estrangeres, la majoria de les quals eren dels Estats Units, i limitar aquesta propaganda a organitzacions irlandeses. El 9 de maig, Google anuncià que estava bloquejant tota publicitat sobre el referèndum la seua paltaforma i YouTube, adduint preocupacions sobre la integrat del procés
Així mateix, les pàgines web de recaptació de fons de Together for Yes (Junts pel sí), Amnistia Irlanda i Termination for Medical Reasons (Interrupció per raons mèdiques) van ser subjectes d’un atac de denegació de servei.
El 20 de maig, els pares de Savita Halappanavar demanaren el vot a favor, argumentant: «Espere que la gent d’Irlanda vote a favor de l’avortament, per les dones d’Irlanda i la població d’Irlanda. La meua filla, ella va perdre la vida per aquesta llei d’avortament, perquè el diagnosi, i no va poder avortar. Va morir». Després de la victòria del sí, el pare de Halappanavar li ho va agraïr a la població d’Irlanda
El 23 de maig, la CNN va denunciar que grups antiavortament establerts als Estats Units, com Let Them Live (Deixeu-los viure), havien viatjat a Irlanda per tal de convèncer els votants de rebutjar la reforma. Entraren a Irlanda mentint al control de frontera sobre la raó d’haver anat al país, ja que justificaren l'entrada per documentar l'esdeveniment, però van acabar fent treball voluntari (fer campanya) sense obtindre la «Visa de Voluntari».

### Suport al Sí

#### Partits polítics
- Partit Comunista d’Irlanda.[57]
- Éirígí[58]
- Partit Verd.[59]
- Partit Laborista.[59]
- Solidaritat-El Poble abans que els Beneficis.[59]
- Socialdemòcrates.[59]
- Sinn Féin.[59]
- Partit dels Treballadors.[60]

#### Altres organitzacions
- Together for Yes, un grup paraigües que agrupava moltes organitzacions pro-rebuig, incoent-hi el Consell Irlandès per les Llibertats Civils, l’Associació Irlandesa de Planificació Familiar, la Unió d’Estudiants en Irlanda, SIPTU[61] i Inclusió Irlanda, l’associació nacional per la població amb discapacitat intel·lectual.[62]
- L’Institut d’Obstretics i Ginecòlegs: el comitè executiu de l’institut d’obstretics i ginecòlegs dintre del Real Col·legi de Metges d’Irlanda va votar 18 a 0, i una abstenció, posicionar-se a favor del rebuig.[63]
- El Congrés Irlandès de Sindicats i els membres constituents Unite, Mandate, el Sindicat de Treballadors de la Comunicació, i SIPTU publicaren un diari amb molts articles demanant el vot afirmatiu en el dia internacional dels treballadors.[64]
- The Irish Times va donar suport al vot afirmatiu en una editorial argumentant «L'esmena huitena ha passat a ser més perillosa del que els seus crítics mai imaginaren quan es va aprovar», i instà als lectors a «rebutjar la huitena».[65]

### Suport al No

#### Partits polítics
- Renua Ireland[66][67]
- Partit Nacional[68]

#### Altres organitzacions
- La campanya pro-vida amb l'eslògan «Estima ambdues»[69][70]
- Save the 8th (Salva la 8a), una campanya impulsada per l’Institut de Vida i Defensa Juvenil.[71][70]
- Abortion Never (Avortament Mai), una campanya amb el suport del Partit nacional, no registrat.[71][68]
- Cherish all the Children Equally (Preem tots els xiquets d’igual manera), un grup autodescrit com «progressista, repubicà, i d’esquerres», que incloïa seguidors de Sinn Féin desil·lusionats amb la postura del partit.[72]
- La Conferència de Bisbes Catòlics d’Irlanda va dir que rebutjar la huitena esmena seria un pas impactant i un manifest d’injustícia.[73]
- L'Església Prebisteriana d’Irlanda.[74]
- El Centre Cultural Islàmic d’Irlanda.[75][76]
- L'Ordre Taronja.[77]

### Altres posicions i posicions neutrals
- L'Església d’Irlanda va fer declaracions de donar a l’Oireachtas la responsabilitat de legislar sobre l’avortament, però es va oposar a un avortament sense restriccions fins a la 12 a setmana de gestsació. Conclogué demanant als membres de l'església de pensar acuradament sobre el tema i sobre les pregàries.[78]
- Síndrome de Down d’Irlanda va declarar que depenia de cada individu realitzar una decisió sobre el tema, així com també va criticar l’ús de xiquets amb aquesta síndrome en cartells de la campanya Save the 8th.[79]
- Fianna Fáil no va prendre cap posició formal sobre el referèndum. {{format ref}} https://www.irishtimes.com/news/ireland/irish-news/sf-unlikely-to-update-abortion-stance-before-referendum-1.3420390 Tanmateix, 31 dels parlamentaris i senadors del partit van participar en una fotografia mostrant el seu rebuig a la reforma, és a dir, la meitat dels escons a l’Oireachtas.[80] Però, el líder, Michéal Martin, va donar suport a la reforma[81] i, fins i tot, va participar juntament amb la líder de Sinn Féin, Mary Lou Mcdonald, en el debat televisat final abans del referèndum, ambdós com a representants a favor de la reforma.[82]
- Fine Gael no podia adoptar una posició oficial de partit perquè s’havia donat llibertat de vot i consciència als membres sobre el tema.[83][45]Tanmateix, la ministra de Cultura, Herència i Gaèlic va coordinar la campanya a favor de la reforma.[47][48][46]
- L'Associació Atlètica Gaèlica reiterà la política de neutralitat en temes polítics, en resposta als informes dels mitjans on diversos jugadors adoptaven, públicament, una posició sobre el tema.[84]
- L’imam en cap del Centre Islàmic Al-Mustafa va donar suport al rebuig de la huitena esmena i als avortaments amb finançament públic en «circumstàncies extraordinàries», però va rebutjar «les crides a que els avortaments estiguen gratuïtament disponibles fins al final del primer trimestre».[85]

## Enquestes d'opinió i enquestes a peu d'urna
Les enquestes a peu d’urna mostraren la següent situació:
| Data del treball de camp | Empresa demoscòpia i client        | Sample size | Sí                 | No                                    | Avantatge |       |       |       |       |
| ------------------------ | ---------------------------------- | ----------- | ------------------ | ------------------------------------- | --------- | ----- | ----- | ----- | ----- |
| Data del treball de camp | Empresa demoscòpia i client        | Sample size | 25 de maig de 2018 | Behaviour & Attitudes/RTÉ (exit poll) | Avantatge | 3.800 | 69,4% | 30,6% | 38.8% |
| 25 de maig de 2018       | Ipsos MRBI/Irish Times (exit poll) | >4.500      | 68%                | 32%                                   | 36%       |       |       |       |       |

Les enquestes d’opinió a la població sobre el suport a l'esmena 36 mostrà un gran avantatge a favor de la reforma:
| Data del treball de camp | Empresa demoscòpia i client            | Sample size | Sí                    | No                         | Indecisos | Avantatge |     |     |     |     |
| ------------------------ | -------------------------------------- | ----------- | --------------------- | -------------------------- | --------- | --------- | --- | --- | --- | --- |
| Data del treball de camp | Empresa demoscòpia i client            | Sample size | 10-16 de maig de 2018 | Red C/Sunday Business Post | 1.015     | Avantatge | 56% | 27% | 17% | 29% |
| 14-15 de maig de 2018    | Ipsos MRBI/Irish Times                 | 1.200       | 44%                   | 32%                        | 24%       | 12%       |     |     |     |     |
| 3-15 de maig de 2018     | Behaviour & Attitudes/The Sunday Times | 935         | 52%                   | 24%                        | 19%       | 28%       |     |     |     |     |
| 18-30 d'abril de 2018    | Millward Brown/Sunday Independent      | 1.003       | 45%                   | 34%                        | 18%       | 11%       |     |     |     |     |
| 19-25 d'abril de 2018    | Red C/Sunday Business Post             | 1.000       | 53%                   | 26%                        | 19%       | 27%       |     |     |     |     |
| 5-17 d'abril de 2018     | Behaviour & Attitudes/The Sunday Times | 928         | 47%                   | 29%                        | 21%       | 18%       |     |     |     |     |
| 16-17 d'abril de 2018    | Ipsos MRBI/Irish Times                 | 1.200       | 47%                   | 28%                        | 20%       | 19%       |     |     |     |     |
| 15-22 de març de 2018    | Red C/Sunday Business Post             | 1.000       | 56%                   | 26%                        | 18%       | 30%       |     |     |     |     |
| 6-13 de març de 2018     | Behaviour & Attitudes/The Sunday Times | 900         | 49%                   | 27%                        | 20%       | 22%       |     |     |     |     |
| 1-13 de febrer de 2018   | Behaviour & Attitudes/The Sunday Times | 926         | 49%                   | 30%                        | 21%       | 19%       |     |     |     |     |
| 25 de gener de 2018      | Red C/Sunday Business Post             | 1.003       | 60%                   | 20%                        | 20%       | 40%       |     |     |     |     |
| 18-25 de gener de 2018   | Ipsos MRBI/Irish Times                 | N/A         | 56%                   | 29%                        | 15%       | 27%       |     |     |     |     |
| 4-5 de desembre de       | Ipsos MRBI/Irish Times                 | 1.200       | 62%                   | 26%                        | 13%       | 36%       |     |     |     |     |

Així mateixa, durant la campanya del referèndum, es dugueren a terme algunes enquestes d’opinió preguntaren a la població la seua posició sobre la legislació proposada de permetre la interrupció voluntària abans de les 12 setmanes d’embaràs.
| Data del treball de camp  | Empresa demoscòpia i client            | Sample size | Sí                    | No                         | Indecisos | Avantatge |     |     |     |     |
| ------------------------- | -------------------------------------- | ----------- | --------------------- | -------------------------- | --------- | --------- | --- | --- | --- | --- |
| Data del treball de camp  | Empresa demoscòpia i client            | Sample size | 10-16 de maig de 2018 | Red C/Sunday Business Post | 1.015     | Avantatge | 52% | 34% | 13% | 18% |
| 3-15 de maig de 2018      | Behaviour & Attitudes/The Sunday Times | 935         | 44%                   | 34%                        | 22%       | 10%       |     |     |     |     |
| 18-30 d'abril de 2018     | Millward Brown/Sunday Independent      | 1.003       | 53%                   | 32%                        | 15%       | 21%       |     |     |     |     |
| 19-25 d'abril de 2018     | Red C/Sunday Business Post             | 1.000       | 47%                   | 32%                        | 21%       | 15%       |     |     |     |     |
| 4-18 d'abril de 2018      | Ireland Thinks/Irish Daily Mail        | 1.026       | 46%                   | 31%                        | 16%       | 15%       |     |     |     |     |
| 5-17 d'abril de 2018      | Behaviour & Attitudes/The Sunday Times | 928         | 43%                   | 36%                        | 21%       | 7%        |     |     |     |     |
| 6-13 de març de 2018      | Behaviour & Attitudes/The Sunday Times | 900         | 43%                   | 35%                        | 22%       | 8%        |     |     |     |     |
| 1-13 de febrer de 2018    | Behaviour & Attitudes/The Sunday Times | 926         | 43%                   | 35%                        | 22%       | 8%        |     |     |     |     |
| 14-22 de desembre de 2017 | Ireland Thinks/Irish Daily Mail        | 1.144       | 53%                   | 27%                        | 20%       | 26%       |     |     |     |     |

## Resultats
Els col·legis obriren a les 7:00 IST (UTC+1) i tancaren a les 22:00 IST el 25 de maig de 2018. Dotze illes d’alta mar havient votat el dia d’abans, per evitar possibles retards en l'entrega de les urnes en els centres de recompte. El recompte va començar el 26 de maig a les 9:00.Tots els ciutadans irlandesos registrats podien votar, és a dir, 3.229.672 persones registrades pel 15 de febrer de 2018, el registre anual electoral, a les que cal sumar 118.389 electors que es registraren en un període extraordinari fins al 8 de maig de 2018, un nombre inusual pel registre extraordinari d’electors. S’utilitzaren el districtes electorals del Dáil per organitzar el procés amb l'escrutador dels resultats nomenat per l’ajuntament de la ciutat o comtat, i els resultats s’enviaven a l’oficina central d’escrutini a Dublín. Encara que s’esperava un resultat igualat entre les opcions, l'enquesta a peu d’urna encarregada per The Irish Times va preveure un vot a favor de la reforma d’un 68%, al mateix temps que l'encarregada per RTÉ donava una victòria al vot afirmatiu, a favor de la reforma, del 69,4%. El dia després del referèndum, la campanya de «Salvem la 8a» va reconéixer la derrota.
| Opcions                           | Vots      | %      |
| --------------------------------- | --------- | ------ |
| Sí                                | 1.429.981 | 66,40% |
| No                                | 723.632   | 33,60% |
| Vots vàlids                       | 2.153.613 | 99,72% |
| Vots invàlids                     | 6.042     | 0,28%  |
| Total de vots                     | 2.159.655 | 100%   |
| Votants registrats i participació | 3.367.556 | 64,13% |

| Districte electoral  | Electorat | Participació (%) | Vots      | Vots    | Proporció de vots | Proporció de vots |
| Districte electoral  | Electorat | Participació (%) | Sí        | No      | Sí                | No                |
| -------------------- | --------- | ---------------- | --------- | ------- | ----------------- | ----------------- |
| Carlow–Kilkenny      | 112.704   | 61,99%           | 44.211    | 25.418  | 63,50%            | 36,50%            |
| Cavan–Monaghan       | 91.602    | 63,39%           | 32.115    | 25.789  | 55,46%            | 44,54%            |
| Clare                | 83.225    | 64,37%           | 34.328    | 19.079  | 64,28%            | 35,72%            |
| Cork East            | 85.643    | 63,80%           | 34.941    | 19.550  | 64,12%            | 35,88%            |
| Cork North-Central   | 84.412    | 62,45%           | 33.639    | 18.908  | 64,02%            | 35,98%            |
| Cork North-West      | 68.830    | 65,93%           | 27.194    | 18.054  | 60,10%            | 39,90%            |
| Cork South-Central   | 87.524    | 66,73%           | 40.071    | 18.138  | 68,84%            | 31,16%            |
| Cork South-West      | 60.356    | 67,35%           | 26.147    | 14.387  | 64,51%            | 35,49%            |
| Donegal              | 118.901   | 57,06%           | 32.559    | 35.091  | 48,13%            | 51,87%            |
| Dublin Bay North     | 108.209   | 71,60%           | 57.754    | 19.573  | 74,69%            | 25,31%            |
| Dublin Bay South     | 78.892    | 54,94%           | 33.919    | 9.928   | 78,49%            | 21,51%            |
| Dublin Central       | 48.002    | 51,52%           | 18.863    | 5.790   | 76,51%            | 23,49%            |
| Dublin Fingal        | 95.926    | 70,39%           | 51.840    | 15.523  | 76,96%            | 23,04%            |
| Dublin Mid-West      | 71.558    | 67,30%           | 35.192    | 12.838  | 73,27%            | 26,73%            |
| Dublin North-West    | 62.270    | 62,76%           | 28.477    | 10.489  | 73,08%            | 26,92%            |
| Dublin Rathdown      | 64.887    | 70,11%           | 34.529    | 10.845  | 76,10%            | 23,90%            |
| Dublin South-Central | 76.914    | 59,60%           | 34.201    | 11.530  | 74,79%            | 25,21%            |
| Dublin South-West    | 106.588   | 68,58%           | 54.642    | 18.301  | 74,91%            | 25,09%            |
| Dublin West          | 67.138    | 67,77%           | 33.595    | 11.794  | 74,02%            | 25,98%            |
| Dún Laoghaire        | 95.372    | 68,52%           | 50.243    | 14.953  | 77,06%            | 22,94%            |
| Galway East          | 69.631    | 63,47%           | 26.525    | 17.546  | 60,19%            | 39,81%            |
| Galway West          | 107.726   | 59,90%           | 42.422    | 21.906  | 65,95%            | 34,05%            |
| Kerry                | 111.108   | 62,41%           | 40.285    | 28.851  | 58,27%            | 41,73%            |
| Kildare North        | 85.587    | 63,76%           | 40.058    | 14.399  | 73,56%            | 26,44%            |
| Kildare South        | 63.190    | 61,34%           | 27.307    | 11.339  | 70,66%            | 29,34%            |
| Laois                | 63.860    | 62,01%           | 24.232    | 15.264  | 61,35%            | 38,65%            |
| Limerick City        | 77.836    | 62,01%           | 32.169    | 15.941  | 66,87%            | 33,13%            |
| Limerick County      | 67.592    | 62,45%           | 24.448    | 17.644  | 58,08%            | 41,92%            |
| Longford–Westmeath   | 89.665    | 59,30%           | 30.876    | 22.113  | 58,27%            | 41,73%            |
| Louth                | 106.184   | 65,89%           | 46.429    | 23.333  | 66,55%            | 33,45%            |
| Mayo                 | 91.377    | 62,09%           | 32.287    | 24.287  | 57,07%            | 42,93%            |
| Meath East           | 67.755    | 65,61%           | 30.686    | 13.652  | 69,21%            | 30,79%            |
| Meath West           | 65.651    | 62,94%           | 26.343    | 14.850  | 63,95%            | 36,05%            |
| Offaly               | 66.120    | 64,71%           | 24.781    | 17.908  | 58,05%            | 41,95%            |
| Roscommon–Galway     | 63.158    | 65,70%           | 23.677    | 17.709  | 57,21%            | 42,79%            |
| Sligo–Leitrim        | 95.954    | 61,08%           | 34.685    | 23.730  | 59,38%            | 40,62%            |
| Tipperary            | 113.546   | 63,84%           | 42.731    | 29.516  | 59,15%            | 40,85%            |
| Waterford            | 83.107    | 64,30%           | 3.016     | 16.296  | 69,43%            | 30,57%            |
| Wexford              | 110.494   | 66,27%           | 49.934    | 23.069  | 68,40%            | 31,60%            |
| Wicklow              | 99.062    | 74,48%           | 54.629    | 18.931  | 74,26%            | 25,74%            |
| Total                | 3.367.556 | 64,13%           | 1.429.981 | 723.632 | 66,40%            | 33,60%            |

## Reaccions al resultat

### Irlanda

#### A favor de la reforma
El Taoiseach Leo Varadkar va afirmar: «Pense que allò vist avui és realment la culminació d’una revolució silenciosa ocorreguda a Irlanda en els últims 10 o 20 anys. Ha sigut un gran exercisi de democràcia, i el poble ha parlat. El poble ha dit que volem una constitució modera per un país modern, que podem confiar en les dones i respectem el seu dret a decidir les tries correctes per a la seua pròpia salut».
El Tánaiste Simon Coveney declarà: «Per mi, el margede victòria és important, però igualment important és el fet que no hi ha un Dublín contra la resta del país o no hi ha una divisió entre el món urbà i rural – en pràcticament tot el país, el poble ha votat en grans nombres a favor de permetre al govern i l’Oireachtas a canviar Irlanda cap a millor»
Orla O’Connor, directora del Consell Nacional de Dones i codirectora de Together for Yes, va agrair a qui votà a favor dient: «Açò és fenomenal. Açò ha sigut una campanya popular, de base, i pense el que mostrarà el dia de hui és que és un referèndum del poble. Assumint que les enquestes a peu d’urna són correctes, el públic no ha parlat, només, sinó que és un rotund bramit del poble irlandés sobre elshorros de la huitena esmena i com les dones no podien continuar sent tractades com ciutadanes de segona en les nostres societats».

#### En contra de la reforma
Cora Sherlok, de la campanya LoveBoth, declarà: «Hui és un dia trist per Irlanda, que la gent haja votat a favor de l’avortament. Necessitem recordar què han guanyat ells. Tot el que s’ha oferit era l’avortament. No hi ha hagut propostes sobre els viatges de les dones irlandes, quines opcions podien estar sobre la taula.»
Declan Galney va tuitejar: «He estat pensant sobre l’objecció de consciència. No pagaré per la matança dels no nascuts d’Irlanda, no puc ser part d’això. Caldrà una forma d’evitar que els impostos dels objectors de consciència vagen a finançar per l’avortament».
El bisbe catòlic Kevin Doran declarà: «Mentre que l’Església Catòlica és família, i ningú és exclòs, el que diria a un Catòlic que ha votat Sí és que, si tu votes Sí sabent i pretenent que l’avortament és el resultat, aleshores hauries d’estar considerant anar a confessar-te».

### Regne Unit
La Primera Ministra Theresa May va contacar amb el Taoiseach Leo Varadkar, i va publicar a Twitter un tuit que deia: «El referèndum irlandès d’ahir va ser un impressionant demostració de democràcia que va oferir un resultat clar i inequívoc. Jo felicite al poble irlandés en la seva decisió i a #Together4Yes en la seua exitosa campanya». Tanmateix, reiterà més tard que la seua posició en l’avortament és un tema del governa autònom d'Irlanda del Nord, així doncs, el govern britànic no intervindria en aquest tema. Li va seguir una declaració d’Arlene Foster, líder del partit nord-irlandés i antiavortament DUP, els escons del qual eren necessaris per la majoria de May a la Cambra dels Comuns, que la qüestió hauria de ser decidida en l'Assemblea d’Irlanda del Nord.

#### Irlanda del Nord
El resultat va reobrir el debat sobre la legalitat de l’avortament a Irlanda del Nord. En totes les nacions constituents del Regne Unit excepte Irlanda, l’avortament és lega en moltes circumstàncies sota l’acta d’avortament de 1967. L’avortament en Irlanda del Nord s’ha considerat, històricament, un tema a decidir per l’Assemblea d’Irlanda del Nord.
A Belfast, hi hagué una manifestació que advocava per la liberalització de l’avortament al territori, on hi hagueren crides a la intervinció del govern britànic per regular la qüestió. Una intervenció a la que s’oposa el partit majoritari, DUP, i sustent del govern de Theresa May.

## Impugnaments als resultats
El certificat provisional del referèndum fou signat per Barry Ryan, el responsable de l'escrutini del referèndum, el 28 de maig de 2018, i publicant en Iris Oifigiúil el 29 de maig. Els impuctaments dels resultats del referèndum han de presentar-se en els següents set dies de la publicació.
Hi arribaren tres peticions d’impugnació dels resultats. Aquestes al·legaven que el manual informatiu de la Comissió del referèndum estava esbiaixat i que el registre electoral era poc fiable, amb supressió inexplicada dels votants més majors i la incapacitat d’esborrar les dades del emigrants que pogueren tornar al país a votar malgrat no poder participar, legalment.
Les sol·licituds que buscaven la revisió judicial van ser llegides per l’alt tribunal entre el 26 i el 29 de juny. Una de les denunciants va retirar la impugnació, i el 20 de juliol es va sentenciar en contra de les altre dues denúncies perquè no havien aconseguit proves prima facie de hagueren canviat els resultats de les eleccions, però els permeté acudir al jutjat d’apel·lació. Aquest dret va acabar excercint-lo només un dels dos interessats, i va acceptar fer l’apel·lació el 17 d’agost.
El 27 d’agost, el tribunal va desestimar l’apel·lació, i el Tribunal Suprem va rebutjar la sol·licitud d'apel·lació. Així doncs, el President Higgings va signar l'esmena el 18 de setembre de 2018.

## Implementació de la legislació
Malgrat la celebració del referèndum, calia que l'Oireachtas aprovara legislació per legalitzar l’avortament. El govern esperava començar a la tardor, i aprovar-la al final de 2018 però després hi hagué crides a accelerar el procés, i el ministre Simon Harris va sdir que la llei s’introduïria abans del descans de l'estiu i esdevindria llei a la tardor. The Irish Times va informar que la segona lectura de la llei començaria l’11 de juliol, possiblement estenent el termini del Dáil i que la resta del procés seria en setembre i octubre. La introducció de la legislació es va mantindre aturada fins a després de les impugnacions dels resultats dels referèndums.
Els mitjans havien especulat abans del referèndum, que un estret marge de victòria del Sí donaria ànims als parlamentaris en contra de la reforma a obstruir o afeblir les provisions legislatives en comparació a l'esborrany presentat en març. En canvi, els mitjans de comunicació van considerar que la gran victòria del Sí faria aquests moviments poc probables, en particular, els oponents de Fianna Fáil no es posarien en el camí de la voluntat del poble.
El 10 de juliol, el departament de salut va publicar una actualització de l'esquema general de la llei de salut de 2018. El text final va ser acordat pel gabinet en reunió el dia 27 de setembre i es va publicar el mateix dia. {{format ref}} https://www.rte.ie/news/ireland/2018/0927/998329-eighth-amendment/ La segona lectura al Dáil es va fer pel ministre Simon Harris el 4 d’octubre.
El 5 de desembre, la llei va acabar el procés amb 90 vots a favor, 15 en contra i 12 abstencions. El 13 de desembre el Seanad va aprovar la llei amb 27 vots a favor i 5 en contra.
El 20 de desembre de 2018, el President Michael D. Higgins va signar la llei, i oficialment es va legalitzar l’avortament a Irlanda per primera vegada en situacions on no hi havia risc per la vida.